# فرانك دونكان
فرانك دونكان (بالإنجليزية: Frank Duncan)‏ هو لاعب كرة قاعدة أمريكي، ولد في 14 فبراير 1901 في كانساس سيتي في الولايات المتحدة، وتوفي بنفس المكان في 4 ديسمبر 1973.

## وصلات خارجية
- فرانك دونكان على موقعبيزبول رفرنس.كوم (الدوري الرئيسي) (الإنجليزية)
- فرانك دونكان على موقعبيزبول رفرنس.كوم (الدوري الثانوي) (الإنجليزية)